# Endless Damnation
Endless Damnation é a primeira demo da banda polonesa de black metal Behemoth, lançado em 1992.

## Faixas
1. "Into the Black Mass" – 1:09
2. "Cursed Angel of Doom" – 3:25
3. "Eternal Blasphemy" – 4:35
4. "Temple of Evil" – 4:16
5. "Ceremony in Chapel" – 4:08
6. "First Embody Remains" – 3:17
7. "Endless Damnation" – 1:15